# EPrix de New York
Le ePrix de New York est l'épreuve américaine comptant pour le championnat du monde de  Formule E FIA. Elle a eu lieu pour la première fois le 15 juillet 2017 dans les rues de Brooklyn, à New York.

## Historique

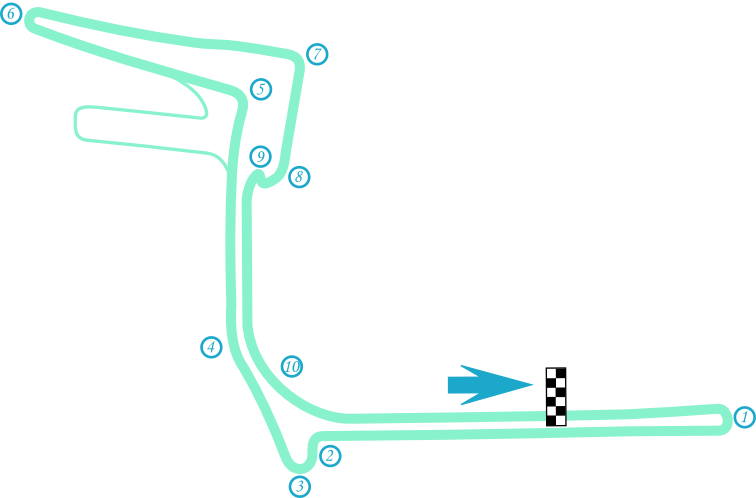
Le circuit de 2017.

Le premier ePrix a eu lieu les 15 et 16 juillet 2017 en double manche, les deux courses ont été remportées par Sam Bird. L’année suivant, New York accueil de nouveau l’ePrix en double manche mais cette fois en finale, le circuit fut également légèrement modifié, la première course a été remportée par Lucas di Grassi tandis que Jean-Éric Vergne a remporté la deuxième course.
L’ePrix de New York accueilli également la finale de la saison suivante en double manche, la première course a été remportée par Sébastien Buemi et la seconde course par Robin Frijns. La quatrième édition prévue pour le 11 juillet 2020 est annulée en raison de la pandémie de Covid-19. L'édition 2021 de l'ePrix de New York accueille deux courses remportées par Maximilian Gunther et Sam Bird. Pour l'édition 2022 de l'ePrix de New York. Les manches 11 et 12 de la saison 2021-2022 s'y tiendront avec 2 courses. Nick Cassidy remportera sa première victoire en Formule E chez Envision Racing pour la Course 1 le Samedi.

## Le circuit
L'ePrix est couru sur le circuit urbain de Brooklyn, un circuit automobile temporaire de 2,374 km situé dans la zone portuaire du quartier de Redhook à Brooklyn. Il comporte 14 virages et deux principales lignes droites. La voie des stands s'étend sur 450 m entre le virage 14 et le virage 1.

## Palmarès
| Année | Vainqueur              | Écurie                    | Pole position          | Ecurie                   | Circuit                    | Résultats     | Date            |
| ----- | ---------------------- | ------------------------- | ---------------------- | ------------------------ | -------------------------- | ------------- | --------------- |
| 2017  | Sam Bird               | DS Virgin Racing          | Sam Bird               | DS Virgin Racing         | Circuit urbain de Brooklyn | Résumé        | 15 juillet 2017 |
| 2017  | Sam Bird               | DS Virgin Racing          | Alex Lynn              | DS Virgin Racing         | Circuit urbain de Brooklyn | Résumé        | 16 juillet 2017 |
| 2018  | Lucas di Grassi        | ABT Schaeffler Audi Sport | Sebastien Buemi        | Renault e. Dams          | Circuit urbain de Brooklyn | Résumé        | 14 juillet 2018 |
| 2018  | Jean-Éric Vergne       | Techeetah                 | Sebastien Buemi        | Renault e. Dams          | Circuit urbain de Brooklyn | Résumé        | 15 juillet 2018 |
| 2019  | Sébastien Buemi        | Nissan e.dams             | Sebastien Buemi        | Nissan e. Dams           | Circuit urbain de Brooklyn | Résumé        | 13 juillet 2019 |
| 2019  | Robin Frijns           | Envision Virgin Racing    | Alexander Sims         | BMWi Andretti Motorsport | Circuit urbain de Brooklyn | Résumé        | 14 juillet 2019 |
| 2020  | Course annulé          | Course annulé             | Course annulé          | Course annulé            | Course annulé              | Course annulé | 11 juillet 2020 |
| 2021  | Maximilian Gunther     | BMWi Andretti Motorsport  | Nick Cassidy           | Envision Virgin Racing   | Circuit urbain de Brooklyn | Résumé        | 10 juillet 2021 |
| 2021  | Sam Bird               | Jaguar Racing             | Sam Bird               | Jaguar Racing            | Circuit urbain de Brooklyn | Résumé        | 11 juillet 2021 |
| 2022  | Nick Cassidy           | Envision Racing           | Nick Cassidy           | Envision Racing          | Circuit urbain de Brooklyn | Résumé        | 16 juillet 2022 |
| 2022  | Antonio Félix da Costa | DS Techeetah              | Antonio Félix da Costa | DS Techeetah             | Circuit urbain de Brooklyn | Résumé        | 17 juillet 2022 |